# Вулиця Дмитра Дорошенка (Київ)
Ву́лиця Дмитра́ Дороше́нка — вулиця в Печерському районі міста Києва, місцевість Саперне поле. Пролягає від початку забудови до вулиці Джона Маккейна.
Прилучаються вулиці Дмитра Годзенка, Іоанна Павла II та Ігоря Брановицького.

## Історія
Згідно з історією Київської фортеці, на початку XIX століття в цій місцевості була садиба генерал-фельдмаршала Олександра Прозоровського, яка за його заповітом передана одному з перших в Російській імперії  інвалідному дому, де в церкві був похований сам засновник. Садиба знесена у 30-ті роки при будівництві Васильківського укріплення.
Вулиця виникла в середині XX століття під назвою 680-та Нова. З 1953 року носила назву вулиця Чигоріна на честь російського шахіста Михайла Чигоріна. Сучасна назва з 2022 року на честь українського державного діяча, дипломата, історика, публіциста, літературознавця, бібліографа, міністра закордонних справ Української Держави Дмитра Дорошенка.

## Забудова
Вулицю забудовано переважно п'ятиповерховими «сталінками». На початку міститься приватний сектор із садибною забудовою.

## Установи та заклади
- Київський національний торговельно-економічний університет та Інститут вищої кваліфікації КНТЕУ (корпус М — буд. № 57 та корпус Н — буд № 57а)
- Дитячий садок № 457 (буд. № 61)
- 2-й і 3-й корпуси Київського національного університету культури і мистецтв